# امیرآباد (سلطانیه)
امیرآباد روستایی در دهستان قره‌بلاغ بخش باغ حلی شهرستان سلطانیه استان زنجان ایران است.

## جمعیت
بر پایه سرشماری عمومی نفوس و مسکن در سال ۱۳۹۵ جمعیت این روستا ۲۳ نفر (۷خانوار) بوده‌است.